# 谢君
谢君（1965年8月—），安徽灵璧人，国家重点研发计划首席科学家，华南农业大学教授。

## 生平
1986年毕业于安徽师范大学化学系，1989年于四川大学获硕士学位，2001年于四川大学获博士学位。随后在四川大学做博士后研究。1989年进入四川农业大学工作，曾任分析测试中心主任、教授。2003年引进至华南农业大学，2020年入选科睿唯安“高被引科学家”。现任华南农业大学生物质工程研究院院长、农业农村部能源植物资源与利用重点实验室主任、广东省高校生物质能源重点实验室主任、广东省农林生物质工程技术研究中心主任。

## 学术贡献
主要从事生物质能源、高效能源与药用植物资源与利用、胶原肽制备与应用等领域的研究工作。主持国家重点研发计划项目、国家科技支撑计划项目等科研项目10余项。发表论文100多篇，授权国家发明专利20余件。

## 学术兼职
中国可再生能源学会生物质能源专家委员会常委，国家生物质能源产业技术创新战略联盟常务理事，国家畜禽养殖废弃物资源化处理科技创新联盟常务理事，广东省政府、科技部和教育部科技特派员，高等学校科技奖励、国家科学技术奖评审专家。